# Asterocheres mainensis
Asterocheres mainensis is een eenoogkreeftjessoort uit de familie van de Asterocheridae. De wetenschappelijke naam van de soort is voor het eerst geldig gepubliceerd in 1969 door Murnane.